# Můj přítel Monk
Můj přítel Monk (v anglickém originále Monk) je americký seriál o případech soukromého detektiva Adriana Monka (Tony Shalhoub), trpícího obsedantně kompulzivní poruchou a různými fobiemi. Seriál se začal vysílat 12. července 2002 na USA Network, poslední díl závěrečné osmé série byl v USA odvysílán 4. prosince 2009. V České republice byl seriál uveden na TV Nova a Prima Family.
Dne 15. března 2023 si streamovací platforma Peacock objednala pokračování seriálu Monk v podobě filmu s názvem Mr. Monk's Last Case: A Monk Movie (volný překlad Poslední případ pana Monka: Film) s původním obsazením, tj. s herci Shalhoubem, Levinem, Howardovou, Gray-Stanfordem, Hardinovou a Elizondem, kteří si zopakovali role z původního seriálu, a s tvůrcem Andy Breckmanem, který napsal scénář. Film měl premiéru 8. prosince 2023.

## Synopse

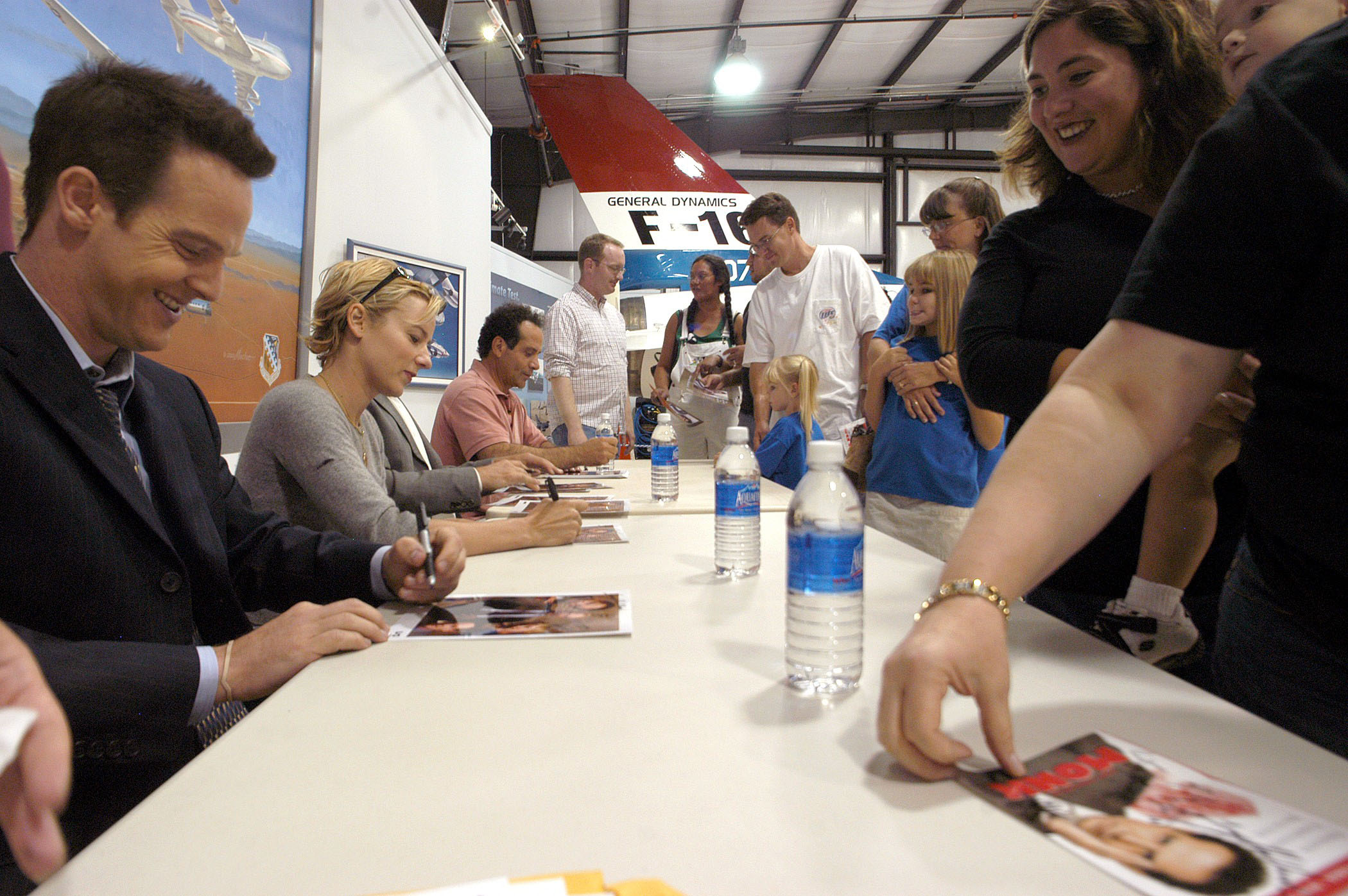
Zleva Jason Gray-Stanford, Traylor Howardová a Tony Shalhoub

Adrian Monk má dva bratry, vlastního Ambrose Monka a nevlastního Jacka, Jr. Od dětství vyrůstal s mírnými projevy obsedantně kompulzivní poruchy. Do roku 1997 pracoval u San Francisské policie jako detektiv. V roce 1997 po bombovém útoku na jeho manželku Trudy Monkovou se nervově zhroutil. Po další tři roky odmítal opustit svůj dům; daří se mu to až od roku 2000 za pomoci soukromé ošetřovatelky Sharony Flemingové (Bitty Schram). Poté začal vykonávat konzultační práci pro policii SF na zvláště těžkých případech.
Kapitán Leland Stottlemeyer (Ted Levine) a nadporučík Randall Disher (Jason Gray-Stanford), policisté na kriminálním oddělení místní policie, si najímají konzultační služby Adriana Monka. Stottlemeyer je často velmi rozčilený kvůli Monkovým tendencím k přehnanému pořádku, které jsou způsobeny obsesemi, ale respektuje svého přítele a bývalého kolegu. Monkova genialita tříbená i obsedantně kompulsivní poruchou, která naplno propukla po smrti manželky, často pomáhá v řešení případů. Monk si všímá zdánlivě nepodstatných detailů, které pomáhají řešit případy policie v San Franciscu.
Ve třetí sérii se Monkova ošetřovatelka Sharona rozhoduje provdat za svého bývalého manžela a odjíždí do New Jersey. Po náhodném setkáním se ošetřovatelkou Monka po dalších několik let stane Natalie Teegerová (Traylor Howardová). Teegerová je vdova po námořním letci (Mitch Teeger), který zahynul při bojích v Kosovu v roce 1998. Má dceru Julii (v sedmé sérii je jí 17 let).
Během dalších sérií se Adrian Monk snaží zjistit podrobnosti o smrti své manželky; dozvídá se je až v posledním díle seriálu.

## Postavy

### Hlavní postavy
- Adrian Monk (Tony Shalhoub) je bývalý detektiv z oddělení vražd a soukromý konzultant San Francisské policie (anglicky San Francisco Police Department, SFPD). Trpí výraznou formou OCD a je známý svými obavami a fobiemi, včetně, ale ne pouze fobií z výšek, hadů, skupin lidí, ledovců, rodeí a mléka. Jeho manželka Trudy Monková byla zavražděna v roce 1998 a od to doby se Adrian Monk trápí její smrtí a faktem, že nebyla vyřešena a to až do posledního dílu.
- Sharona Flemingová (Bitty Schramová, řada 1–3) je ošetřovatelka pana Monka a později je zmiňována jako první ošetřovatelka. Odmítala se o něj starat jako o malé dítě a nutila ho, aby dělal věci, které jsou mu nepříjemné. Její poslední vystoupení v seriálu v roli Sharony Flemingové proběhlo v díle "Pan Monk začal brát léky"[5] (anglicky "Mr. Monk Takes His Medicine", 3.09) a ve 3. řadě seriálu se odstěhovala do New Jersey. Nicméně, vrátila se v poslední řadě seriálu v díle "Pan Monk a Sharona"[5] (anglicky "Mr. Monk and Sharona", 8.10). V epizodě "Pan Monk a konec 2/2"[5] (anglicky "Mr. Monk and the End – Part II", 8.16) bylo odhaleno, že Sharona a Randy se spolu stěhují do New Jersey.
- Natalie Teegerová (Traylor Howardová, řada 3–8) je druhou a poslední ošetřovatelkou pana Monka. Ačkoliv je více uctivá ke svému šéfovi, než byla Sharona, tak se nezdráhá říci panu Monkovi, když jeho výstřednosti zajdou příliš daleko. Je mladou vdovou, která žije se svojí dcerou Julií Teegerovou, manžel Natalie Mitch Teeger zahynul po sestřelení letadla v Kosovu v roce 1998. Poprvé se objevila v epizodě "Pan Monk je na falešné stopě"[5] ("Mr. Monk and the Red Herring", 3.10). Natalie byla představena během třetí řady v době, kdy Bitty Schramová (Sharona Flemingová) ukvapeně odešla ze seriálu z důvodu problému se smlouvou. Traylor Howardová do té doby nikdy neviděla seriál "Můj přítel Monk" a nebyla nadšená, že její manažer ji tlačil do role náhrady za Bitty Schramovou. Přesto však zkusila vzít tuto roli. Navzdory "chladnému" přijetí fanoušky seriálu, spolutvůrce seriálu Andy Breckman věřil, že Traylor rychle a úspěšně naplní jeho představy. "Vždy jsem byl Traylor vděčný, protože přišla v době, kdy seriál byl v krizi a zachránila naše dítě [....] Museli jsme udělat rychlou změnu a zdaleka ne každý seriál takovou změnu přežije. Já byl vyděšený k smrti."[6]
- Kapitán Leland Stottlemeyer (Ted Levine) je vedoucím oddělení vražd San Francisské policie. On a pan Monk byli dobrými přáteli od doby, kdy se Monk stal policistou a přátelství pokračovalo i po celou dobu v seriálu. Dělá to nejlepší, aby život pana Monka usnadnil, ale občas ho fobie pana Monka a problémy, jež je provází, velmi rozčilují. V prvních dvou řadách pracuje s Adrianem Monkem velmi neochotně, částečně proto, že má obavy z toho, že své případy nevyřeší vždy sám. Od třetí řady seriálu víra v Monkovy schopnosti se stala pevnější a spolupráce mezi Monkem a Stottlemeyerem se stala nepochybná.

- Poručík Randy Disher (Jason Gray-Stanford) je poručíkem oddělení vražd SFPD. Je naivní a často je vyobrazen jako trošku poťouchlý policista. Další postavy jsou jím často iritovány a to přesto, že si o něj často dělají starosti. V osmé řadě seriálu bylo ukázáno, že políbil Sharonu Flemingovou a v posledním díle seriálu se s ní odstěhoval do Summitu v New Jersey, tam získal pozici policejního náčelníka.

### Vedlejší postavy
- Julie Teegerová (Emmy Clarkeová) je dcera Natalie. Poprvé se objevila v epizodě "Pan Monk je na falešné stopě"[5] (anglicky "Mr. Monk and the Red Herring", 3.10) a naposledy se objevila v díle "Pan Monk a konec 1/2"[5] (anglicky "Mr. Monk and the End – Part I", 8.15). V posledním účinkování v seriálu se Julie chystala jít na vysokou školu studovat divadlo.
- Dr. Charles Kroger (Stanley Kamel) byl během prvních šesti řad seriálu psychiatr pana Monka. Naposledy se objevil v díle "Pan Monk a jeho mistrovské dílo"[5] (anglicky "Mr. Monk Paints His Masterpiece", 6.14). V sedmé řadě seriálu bylo uvedeno, že Dr. Kroger zemřel na srdeční infarkt (zatímco Stanley Kamel opravdu zemřel na srdeční infarkt 8. dubna 2008, během přestávky v natáčení mezi šestou a sedmou řadou).[7]
- Dr. Neven Bell (Hector Elizondo) je druhým psychiatrem pana Monka, v seriálu účinkuje od 7. řady. Poprvé se v seriálu objevil v epizodě "Pan Monk kupuje dům"[5] (anglicky "Mr. Monk Buys A House", 7.01).[8][9][10] V seriálu se v roce 2008 objevil jako náhrada Dr. Krogera z důvodu úmrtí jeho představitele, Stanleyho Kamela.
- Trudy Monková (Stellina Rusichová v 1. a 2. řadě a Melora Hardinová od 3. řady) je zemřelá manželka pana Monka. Její manžel se snaží vyřešit případ úmrtí své ženy od první epizody, tento děj provází seriálem až do poslední epizody.
- Kevin Dorfman (Jarrad Paul) byl účetní a hlučný a upovídaný soused pana Monka. Poprvé se v seriálu objevil v epizodě "Pan Monk a kluk s novinami"[5] (anglicky "Mr. Monk and the Paperboy", 2.10). V sedmé řadě seriálu byl zavražděn iluzionistou Karlem Torinim, stalo se to v epizodě "Pan Monk a kouzelník"[5] (anglicky "Mr. Monk and the Magician", 7.15).
- Harold Krenshaw (Tim Bagley) je rival pana Monka téměř po celou dobu trvání seriálu a další pacient Dr. Krogera. On a Monk mají neustále rozpory, primárně způsobené jejich nekompatibilními obsesemi. Krenshaw se v seriálu poprvé objevil v epizodě "Pan Monk a dívka, která dělala zbytečný poplach"[5] (anglicky "Mr. Monk and the Girl Who Cried Wolf", 3.06), kdy se on a pan Monk dohadovali o uspořádání časopisů v čekárně Dr. Krogera. V epizodě "Pan Monk jde k volbám"[5] (anglicky "Mr. Monk and the Election", 3.15) je Krenshaw protivníkem Natalie Teegerové ve volbách do školské rady Juliiny školy. Na začátku epizody "Pan Monk a herec"[5] (anglicky "Mr. Monk and the Actor", 5.01) je důrazně zmíněn. V epizodě "Pan Monk na kolejním srazu"[5] (anglicky "Mr. Monk Gets a New Shrink", 5.07) hraje velmi kritickou roli. Neobvyklou roli hraje v epizodě "Pan Monk a odvážlivec"[5] (anglicky "Mr. Monk and the Daredevil", 6.07), kde ukazuje detaily o své minulosti a také představuje svoji rodinu. Po smrti Dr. Krogera se Harold Krenshaw trvale snažil zjistit identitu nového terapeuta pana Monka. Jméno terapeuta Dr. Bella odhalil v epizodě "Pan Monk bojuje s radnicí"[5] (anglicky "Mr. Monk Fights City Hall", 7.16). Objevil se v epizodě "Pan Monk je někdo jiný"[5] (anglicky "Mr. Monk Is Someone Else", 8.04), kde málem odhalil krytí pana Monka. V epizodě "Pan Monk na skupinové terapii"[5] (anglicky "Mr. Monk Goes to Group Therapy", 8.08 se Harold a pan Monk stali přáteli, protože společně bojovali proti klaustrofobii. Harold šlechetně odešel ze skupinové terapie a umožnil tak Adrianu Monkovi udržet si privátní terapistická sezení s Dr. Bellem.

### Bývalé postavy
- Benjamin Fleming (Kane Ritchotte během pilotního dílu a ve druhé a třetí sérii. V první sérii ho ztvárnil Max Morrow) – syn Sharony Flemingové.
- Trevor Howe (Frank John Hughes) – Sharonin bývalý manžel a Benjaminův otec, žije v New Jersey, později znovu manžel Sharony Flemingové.
- Gail Flemingová (Amy Sedaris) – Sharonina mladší sestra, která se objevila ve dvou epizodách.

### Občasné
- Karen Stottlemeyerová (Glenne Headlyová) – manželka Lelanda Stottlemeyera, natáčela pro televizi dokument o práci na policii, v díle Pan Monk a kapitánovo manželství navrhuje rozvod.
- Ambrose Monk (John Turturro) – bratr Monka, který také trpí různými fóbiemi, nejpozoruhodnější agorafobie. Ambrose v dětství téměř zemřel při požáru.
- Jack Monk (Dan Hedaya) – otec Adriana a Ambrose a nevlastního syna Jacka Jr. Adrian se s ním setkává po 39 letech.

## Lokace
Ačkoliv se děj odehrává v San Franciscu, seriál se natáčí většinou v jiných městech. Pilotní díl byl natočen ve Vancouveru, následující první série v Torontu. Většina epizod 2.–5. řady je točena v Los Angeles, poté také v kulisách Ren-Mar Studios (Adrianův dům, Sharonin dům, kancelář policie, kancelář Dr. Krogera a dům Natalie Teegerové).

## Vysílání
| Řada | Díly | Premiéra v USA    | Premiéra v USA   | Premiéra v ČR   | Premiéra v ČR     |
| Řada | Díly | První díl         | Poslední díl     | První díl       | Poslední díl      |
| ---- | ---- | ----------------- | ---------------- | --------------- | ----------------- |
| 1    | 13   | 12. července 2002 | 18. října 2002   | 11. září 2004   | 11. července 2006 |
| 2    | 16   | 20. června 2003   | 5. března 2004   | 30. ledna 2005  | 15. května 2005   |
| 3    | 16   | 18. června 2004   | 4. března 2005   | 27. května 2007 | 30. září 2007     |
| 4    | 16   | 8. července 2005  | 17. března 2006  | 7. října 2007   | 3. února 2008     |
| 5    | 16   | 7. července 2006  | 2. března 2007   | 10. února 2008  | 9. března 2009    |
| 6    | 16   | 13. července 2007 | 22. února 2008   | 10. března 2009 | 31. března 2009   |
| 7    | 16   | 18. července 2008 | 20. února 2009   | 9. února 2010   | 2. března 2010    |
| 8    | 16   | 7. srpna 2009     | 4. prosince 2009 | 3. března 2010  | 24. března 2010   |

## Další média

### Film
Dne 14. března 2023 potvrdil Tony Shalhoub v podcastu Dr. Loubna Hassanieh's Unheard Stories: Stories That Inspire, že se plánuje natočení filmu v produkci Andyho Breckmana, Mandeville Television, Universal Content Productions a Peacock, natáčet se mělo začít v květnu roku 2023. Následujícího dne společnost Peacock oficiálně objednala pokračování seriálu Můj přítel Monk s názvem Můj přítel Monk: Poslední případ (Mr. Monk's Last Case: A Monk Movie) s původními herci Shalhoubem, Levinem, Howardovou, Gray-Stanfordem, Hardinovou a Elizondem (kteří hráli Monka, kapitána Stottlemeyera, Natalii, Randyho, Trudy a doktora Bella), scénář napsal show creator Andy Breckman. Film měl premiéru 8. prosince 2023.

### Soundtrack
Soundtrack ze seriálu obsahuje hudbu ze seriálu, titulní skladbu nahrál a nazpíval Randy Newman.

### Podcast
Podcast s informacemi ze zákulisí a od hlavních účinkujících je dostupný ke stažení na stránkách seriálu.

### Romány
Od roku 2006, během vysílání čtvrté řady, Lee Goldberg vydal sérii románů založených na původním televizním seriálu. Všechny romány jsou vyprávěny z pozice Natalie Teegerové, druhé asistentky pana Monka. Ve valné většině děje jsou romány věrné televiznímu seriálu, existují však nepatrné rozdíly. Dva z románů byly později adaptovány v epizody televizního seriálu. 31. prosince 2012 byl vydán poslední román napsaný Lee Goldbergem. Poté, co se Goldberg přestal věnovat sérii, tak další 4 knihy napsal Hy Conrad, poslední díl se jmenuje (anglicky) "Mr. Monk and the New Lieutenant".
| Poř. | Název                           | Autor        | ISBN               | Datum vydání      | Poznámky |
| ---- | ------------------------------- | ------------ | ------------------ | ----------------- | --- |
| 1    | Mr. Monk Goes to the Firehouse  | Lee Goldberg | ISBN 0-451-21729-2 | 3. ledna 2006     | Adaptováno v roce 2006 jako epizoda 5. řady "Pan Monk nevidí" (anglicky "Mr. Monk Can't See a Thing") |
| 2    | Mr. Monk Goes to Hawaii         | Lee Goldberg | ISBN 0-451-21900-7 | 5. července 2006  | |
| 3    | Mr. Monk and the Blue Flu       | Lee Goldberg | ISBN 0-451-22013-7 | 2. ledna 2007     | Adaptováno v roce 2009 jako epizoda 8. řady "Pan Monk a policejní odznak" (anglicky "Mr. Monk and the Badge") |
| 4    | Mr. Monk and the Two Assistants | Lee Goldberg | ISBN 0-451-22097-8 | 3. července 2007  | První uvedení Sharony Flemingové v jakémkoliv médiu spojeném s panem Monkem od roku 2004. Částečně založeno na epizodě "Pan Monk a Sharona" (anglicky "Mr. Monk and Sharona"). |
| 5    | Mr. Monk in Outer Space         | Lee Goldberg | ISBN 0-451-22098-6 | 30. října 2007    | |
| 6    | Mr. Monk Goes to Germany        | Lee Goldberg | ISBN 0-451-22099-4 | 1. července 2008  | Tento román byl napsán dříve než byla vysílána epizoda "Pan Monk na útěku" (anglicky "Mr. Monk Is On the Run"), vydán však byl až po odvysílání této epizody. Události v této knize se odehrávají odlišně, než v seriálu. Předmluva uvádí nějaké odlišnosti. |
| 7    | Mr. Monk is Miserable           | Lee Goldberg | ISBN 0-451-22515-5 | 2. prosince 2008  | Přímé pokračování Mr. Monk Goes to Germany. |
| 8    | Mr. Monk and the Dirty Cop      | Lee Goldberg | ISBN 0-451-22698-4 | 7. července 2009  | |
| 9    | Mr. Monk in Trouble             | Lee Goldberg | ISBN 0-451-22905-3 | 1. prosince 2009  | Úryvek 'The Case of the Piss-Poor Gold' byl vydán v listopadu 2009 v časopise Ellery Queen Mystery Magazine. |
| 10   | Mr. Monk is Cleaned Out         | Lee Goldberg | ISBN 0-451-23009-4 | 6. července 2010  | |
| 11   | Mr. Monk on the Road            | Lee Goldberg | ISBN 0-451-23211-9 | 4. ledna 2011     | Úryvek 'Mr. Monk and the Seventeen Steps' byl vydán v prosinci 2010 v časopise Ellery Queen Mystery Magazine. |
| 12   | Mr. Monk on the Couch           | Lee Goldberg | ISBN 0-451-23386-7 | 7. června 2011    | Úryvek 'Mr. Monk and the Sunday Paper' byl vydán v červnu/červenci v časopise Ellery Queen Mystery Magazine. |
| 13   | Mr. Monk on Patrol              | Lee Goldberg | ISBN 0-451-23664-5 | 3. ledna 2012     | |
| 14   | Mr. Monk is a Mess              | Lee Goldberg | ISBN 0-451-23687-4 | 5. června 2012    | Přímé pokračování "Mr. Monk on Patrol" |
| 15   | Mr. Monk Gets Even              | Lee Goldberg | ISBN 0-451-23915-6 | 31. prosince 2012 | Přímé pokračování "Mr Monk is a Mess" |
| 16   | Mr. Monk Helps Himself          | Hy Conrad    | ISBN 0-451-24093-6 | 4. června 2013    | |
| 17   | Mr. Monk Gets on Board          | Hy Conrad    | ISBN 0-451-24095-2 | 7. ledna 2014     | Přímé pokračování "Mr. Monk Helps Himself". Román Román byl poznámkovaný Conradem ze scénáře nikdy nenatočené epizody 3. řady "Mr. Monk Is At Sea", kde pan Monk a Sharona vyšetřují vraždu na výletní lodi. Epizoda nebyla nikdy natočena, protože žádná ze společností provozující výletní lodě nechtěla kvůli citlivosti příběhu pronajmout loď štábu pro natočení scén na lodi. |
| 18   | Mr. Monk Is Open For Business   | Hy Conrad    | ISBN 0-451-47056-7 | 3. června 2014    | Přímé pokračování "Mr. Monk Gets on Board". |
| 19   | Mr. Monk and The New Lieutenant | Hy Conrad    | ISBN 0-451-47058-3 | 6. ledna 2015     | Přímé pokračování "Mr. Monk Is Open For Business". Hy Conrad na Facebooku a webových stránkách potvrdil, že "New Lieutenant" je poslední příběhem pana Monka, nicméně pokračování série je možné. |

## DVD
Universal Studios Home Entertainment vydalo všech osm řad seriálu Můj přítel Monk v angličtině, byly vydány v regionech 1 a 2, epizody z 1. až 8. řady jsou dostupné také na iTunes, všechny řady jsou dostupné i v HD kvalitě.
| Název                                                   | Počet epizod | Datum vydání      | Datum vydání       | Datum vydání       |
| Název                                                   | Počet epizod | Region 1          | Region 2           | Region 4           |
| ------------------------------------------------------- | ------------ | ----------------- | ------------------ | ------------------ |
| Season One                                              | 13           | 15. června 2004   | 27. prosince 2004  | 18. ledna 2005     |
| Season Two                                              | 16           | 11. ledna 2005    | 18. července 2005  | 21. září 2005      |
| Season Three                                            | 16           | 5. června 2005    | 27. února 2006     | 22. března 2006    |
| Season Four                                             | 16           | 27. června 2006   | 18. září 2006      | 15. listopadu 2006 |
| Season Five                                             | 16           | 26. června 2007   | 17. září 2007      | 1. dubna 2009      |
| Season Six                                              | 16           | 8. července 2008  | 8. září 2008       | 3. února 2010      |
| Season Seven                                            | 16           | 21. července 2009 | 23. srpna 2010     | 30. června 2010    |
| Season Eight                                            | 16           | 16. března 2010   | 9. května 2011     | 1. prosince 2010   |
| Complete Series                                         | 125          | 5. října 2010     | srpen 2011         | bude oznámeno      |
| Monk: The Obsessive Compulsive Collection (Seasons 1–4) | 61           | 27. června 2006   | 20. listopadu 2006 |                    |

## Ocenění a nominace

### Ocenění

#### Cena Emmy
- Hlavní role v komediálním seriálu; Tony Shalhoub; 2003, 2005, 2006
- Titulní hudba v seriálu; Jeff Beal; 2003
- Vedlejší role v seriálu; John Turturro; 2004
- Titulní hudba v seriálu; Randy Newman; 2004
- Vedlejší role v komediálním seriálu; Stanley Tucci; 2007

#### Zlatý glóbus
- Nejlepší herec v televizním seriálu – hudební nebo komediální; Tony Shalhoub; 2003

#### Screen Actors Guild
- Nejlepší mužský herecký výkon; Tony Shalhoub; 2004, 2005

### Nominace na ocenění

#### Ceny Emmy
- Hlavní role v komediálním seriálu; Tony Shalhoub; 2003–2008; 6 nominací
- Režie komediálního seriálu; za díl "Mr. Monk Takes His Medicine"; Randall Zisk; 2005
- Vedlejší role v seriálu; Laurie Metcalf; 2006
- Casting; Anya Colloff, Amy McIntyre Britt, Meg Liberman, Camille H. Patton, Sandi Logan, Lonnie Hamerman; 2004

#### Zlatý glóbus
- Nejlepší televizní seriál – hudební nebo komediální; 2004
- Nejlepší herec v televizním seriálu – hudební nebo komediální; Tony Shalhoub; 2003–2005, 2007, 2009; 5 nominací
- Nejlepší herečka v televizním seriálu – hudební nebo komediální; Bitty Schram; 2004

#### Screen Actors Guild
- Nejlepší mužský herecký výkon; Tony Shalhoub; 2003–2005, 2007–2008; 5 nominací